# Richard Mikkelsen
 Der er flere personer med dette navn, se Richard Mikkelsen (officer).
Richard Mikkelsen (27. april 1920 i København – 2. juni 2004 i Virum) er en dansk økonom, der var direktør i Nationalbanken fra 1982 til 1990.
Mikkelsen blev bankelev i Banken for Slagelse og Omegn i 1937, blev i 1953 cand.polit. fra Københavns Universitet og arbejdede helt til sin pensionering i 1990 i finanssektoren. I 1945 kom han til Nationalbanken og blev i 1962 chef for det statistiske kontor, der senere blev til pengepolitisk kontor. Fra 1971 var han vicedirektør, og i 1982 blev han nationalbankdirektør. Han var ved siden af sit hverv medlem af EF's Monetære Komite og Nordisk Finansielt Udvalg.
I 1992 kom han som formand for Finansieringsfonden af 1992 i mediernes søgelys i Færøbanksagen, hvor han på vegne af Færøernes Landsstyre købte aktiemajoriteten i Føroyar Banki, der tidligere var ejet af Den Danske Bank. Kritikere mente, at Mikkelsen var en dårlig rådgiver for Landsstyret, og at han førte Færøerne bag lyset ved ikke at oplyse om forhandlingerne før de var overstået. 
Richard Mikkelsen skrev efter sin pensionering flere bøger om økonomiske forhold.
Han var Kommandør af Dannebrogordenen.